# 수원종합운동장
수원종합운동장(水原綜合運動場, Suwon Sports Complex)은 대한민국 경기도 수원시에 있는 스포츠 시설이다. 1971년 10월에 개장한 주경기장은 천연잔디 필드와 우레탄 트랙이 갖춰진 경기장이다. 주경기장 외 야구장, 실내체육관, 인조잔디구장 등의 부속 시설이 설치되어 있는 스포츠 경기장 종합 단지다. 수원종합운동장이란 용어가 스포츠 경기장 종합 단지의 의미와 주경기장을 바로 지칭하는 의미로 혼용되어 사용되고 있다.

## 시설

### 주경기장
주경기장은 관중석 11,808석 규모의 다목적경기장으로 대한육상연맹 공인 2종 경기장이며, 평소엔 축구 경기장으로 주로 사용된다. 현재 K리그 수원 FC와 WK리그 수원시설관리공단이 홈구장으로 사용하고 있으며, K리그 클래식 수원 삼성 블루윙즈가 2002년 수원월드컵경기장으로 완전히 옮기기 전까지 홈구장으로 사용하였으며 많은 우승컵을 들어올렸던 곳이다. (수원월드컵경기장은 2001년 개장하여 2001년과 2002년은 두 경기장 공동 사용) 2007년에는 FIFA U-17 월드컵이 열렸으며, 피스컵을 개최하기도 하였는데 LG 치타스가 현대 호랑이와 1995년 4월 5일, 8월 30일 홈경기를 개최했다.
2011년 제57회 경기도 체육대회를 앞두고는 주경기장 관람석 11,800석을 접이식 의자로 교체하고 조명탑, 전기 및 음향 시설을 교체하는 등 대대적인 보수를 실시 했으며, 2012년 4월에는 대한민국에선 두 번째로 육상 트랙을 대구스타디움과 같은 푸른색 몬도 트랙으로 교체하였다.
보조경기장인 인조잔디구장은 102 × 72 m 규모의 축구경기 시설로서, 600 개의 좌석을 갖추고 있다.
한편, 주말 2연전 제도가 시행된 87년 당시 유공 코끼리가 제2홈구장으로 사용하기도 했으며 3월 28일과 29일 럭키금성 황소와 개막 2연전을 치뤘는데 당시 유공 주전 골키퍼 이문영은 개막전 경기에서 들것에 실려나갔으나 다음 날 1-0 무실점 승리를 거두었고 그 이후 9월 19일과 20일 이 장소(수원)에서 벌어진 같은 팀(럭키금성)과의 2연전에서 연속 무실점(19일 3-0 승, 20일 0-0 무)을 기록했는데 주말 2연전 제도는 선수 부상 등의 문제점 탓인지 1년 만에 폐지됐으며 프로야구의 사례를 본따서 전년도에 홈팀이 흰색 유니폼, 원정팀이 유색 유니폼을 입어야 하는 규정이 시행된 것은 다음 해부터 홈팀이 유색, 원정팀이 흰색 유니폼을 입는 것으로 변경됐다.
2014년에는 한국프로축구연맹 규정을 충족하기 위해 한국형 잔디를 사계절 잔디로 교체하는 공사를 했다.
2016년부터 N석에 가변석을 설치했다.
2021년 여름부터 연말까지 한지형 천연 잔디인 켄터키 블루그래스 식재를 진행했다.

### 야구장
수원KT위즈파크는 종합운동장 내에 위치하고 있으며, 펜스 거리는 좌우 95 미터, 중앙이 120 미터이며 천연 잔디가 깔려 있다. 프로야구 현대 유니콘스가 2007년까지 홈 구장으로 사용하였다.
1989년 신축 당시에는 좌우 100 미터, 중앙 125 미터로 국내 최대 규모였으나 당시 수원을 연고지로 한 현대 유니콘스 감독 김재박의 요청으로 5미터씩 축소하여 보조 펜스를 설치하였다. 펜스의 높이는 2.5 미터다. 최대 관중 수용 인원은 2만 명이다. 이는 잠실야구장, 사직야구장, 문학야구장 다음의 수준으로 마산야구장과 더불어 대한민국에서 4번째로 큰 규모의 야구장이다.
2015년부터 kt 위즈의 홈구장으로 사용되고 있다.

### 실내체육관
수원실내체육관은 종합운동장 내에 위치하고 있으며, 최대 9천 명을 수용할 수 있는 실내체육관이다. 1984년 10월 신축되었으며, 1988년 하계 올림픽 당시 핸드볼 경기장으로 사용되었다.
현재 V-리그 남자부 수원 한국전력 빅스톰과 여자부 수원 현대건설 배구단의 홈구장으로 사용하고 있다.

## 기록

### 1983년 대통령배 국제축구대회
| 날짜    | 팀 1       | 스코어 | 팀 2       | 라운드 |
| ------- | ---------- | ------ | ---------- | ------ |
| 6월 6일 | 제노아 CFC | 3 - 0  | 인도네시아 | A조    |
| 6월 6일 | 미국       | 1 - 1  | 나이지리아 | A조    |
| 6월 6일 | 대한민국   | 4 - 0  | 태국       | A조    |

### 1987년 대통령배 국제축구대회
| 날짜     | 팀 1           | 스코어 | 팀 2              | 라운드 |
| -------- | -------------- | ------ | ----------------- | ------ |
| 6월 15일 | 대한민국 B팀   | 0 - 5  | 오스트레일리아    | B조    |
| 6월 15일 | 섐록 로버스 FC | 0 - 1  | 모로코            | B조    |
| 6월 15일 | 칠레 B팀       | 1 - 1  | 포르튀나 시타르트 | B조    |

### 1988년 대통령배 국제축구대회
| 날짜     | 팀 1            | 스코어 | 팀 2                 | 라운드 |
| -------- | --------------- | ------ | -------------------- | ------ |
| 6월 19일 | 클루브 아틀라스 | 1 - 1  | 세리에 C U-21 선발팀 | A조    |
| 6월 19일 | 대한민국 A팀    | 4 - 0  | 잠비아 올림픽 대표팀 | A조    |

### 1991년 대통령배 국제축구대회
| 날짜    | 팀 1           | 스코어 | 팀 2               | 라운드 |
| ------- | -------------- | ------ | ------------------ | ------ |
| 6월 8일 | 오스트레일리아 | 2 - 1  | 소련 올림픽 대표팀 | B조    |
| 6월 8일 | 대한민국 백호  | 2 - 1  | 미국               | B조    |

### 1993년 대통령배 국제축구대회
| 날짜     | 팀 1            | 스코어 | 팀 2             | 라운드 |
| -------- | --------------- | ------ | ---------------- | ------ |
| 6월 22일 | 체코 선발       | 1 - 1  | 루마니아 선발    | B조    |
| 6월 22일 | 대한민국 상비군 | 2 - 2  | 오스트레일리아 B | B조    |

### 1995년 코리아컵 국제축구대회
| 날짜    | 팀 1      | 스코어 | 팀 2       | 라운드 |
| ------- | --------- | ------ | ---------- | ------ |
| 6월 5일 | 리우 선발 | 2 - 1  | 킬마녹 FC  | A조    |
| 6월 5일 | 대한민국  | 1 - 0  | 코스타리카 | A조    |

### 1996년 AFC 청소년 축구 선수권 대회
| 날짜      | 팀 1           | 스코어 | 팀 2         | 라운드 |
| --------- | -------------- | ------ | ------------ | ------ |
| 10월 18일 | 인도           | 1 - 1  | 카타르       | B조    |
| 10월 18일 | 시리아         | 1 - 3  | 일본         | B조    |
| 10월 20일 | 중화인민공화국 | 2 - 1  | 일본         | B조    |
| 10월 20일 | 시리아         | 2 - 0  | 카타르       | B조    |
| 10월 22일 | 일본           | 4 - 0  | 카타르       | B조    |
| 10월 22일 | 중화인민공화국 | 2 - 1  | 인도         | B조    |
| 10월 24일 | 시리아         | 1 - 0  | 인도         | B조    |
| 10월 24일 | 중화인민공화국 | 5 - 2  | 카타르       | B조    |
| 10월 26일 | 중화인민공화국 | 2 - 1  | 시리아       | B조    |
| 10월 26일 | 일본           | 2 - 0  | 인도         | B조    |
| 10월 29일 | 대한민국       | 1 - 0  | 일본         | 준결승 |
| 10월 29일 | 중화인민공화국 | 5 - 1  | 아랍에미리트 | 준결승 |

### 1997년 코리아컵 국제축구대회
| 날짜     | 팀 1         | 스코어 | 팀 2   | 라운드 |
| -------- | ------------ | ------ | ------ | ------ |
| 6월 14일 | 대한민국     | 3 - 0  | 가나   | 2차전  |
| 6월 14일 | 유고슬라비아 | 0 - 0  | 이집트 | 2차전  |

### 2007년 FIFA U-17 월드컵
| 날짜     | 팀 1       | 스코어      | 팀 2       | 라운드 |
| -------- | ---------- | ----------- | ---------- | ------ |
| 8월 18일 | 코스타리카 | 1 - 1       | 토고       | A조    |
| 8월 18일 | 대한민국   | 0 - 1       | 페루       | A조    |
| 8월 21일 | 토고       | 0 - 0       | 페루       | A조    |
| 8월 21일 | 코스타리카 | 2 - 0       | 대한민국   | A조    |
| 8월 26일 | 튀니지     | 1 - 0       | 타지키스탄 | E조    |
| 8월 29일 | 페루       | 1(5) - 1(4) | 타지키스탄 | 16강   |
| 9월 6일  | 나이지리아 | 3 - 1       | 독일       | 준결승 |

### 2008년 피스퀸컵
| 날짜     | 팀 1           | 스코어 | 팀 2           | 라운드 |
| -------- | -------------- | ------ | -------------- | ------ |
| 6월 15일 | 미국           | 2 - 1  | 오스트레일리아 | B조    |
| 6월 15일 | 브라질         | 2 - 1  | 이탈리아       | B조    |
| 6월 17일 | 미국           | 1 - 0  | 브라질         | B조    |
| 6월 17일 | 이탈리아       | 0 - 3  | 오스트레일리아 | B조    |
| 6월 19일 | 오스트레일리아 | 1 - 0  | 브라질         | B조    |
| 6월 19일 | 이탈리아       | 0 - 2  | 미국           | B조    |

### 2010년 피스퀸컵
| 날짜      | 팀 1          | 스코어 | 팀 2           | 라운드 |
| --------- | ------------- | ------ | -------------- | ------ |
| 10월 19일 | 잉글랜드      | 0 - 0  | 대한민국       | A조    |
| 10월 19일 | 중화 타이베이 | 0 - 1  | 오스트레일리아 | B조    |
| 10월 21일 | 뉴질랜드      | 0 - 0  | 잉글랜드       | A조    |
| 10월 21일 | 멕시코        | 1 - 0  | 중화 타이베이  | B조    |

## 사진

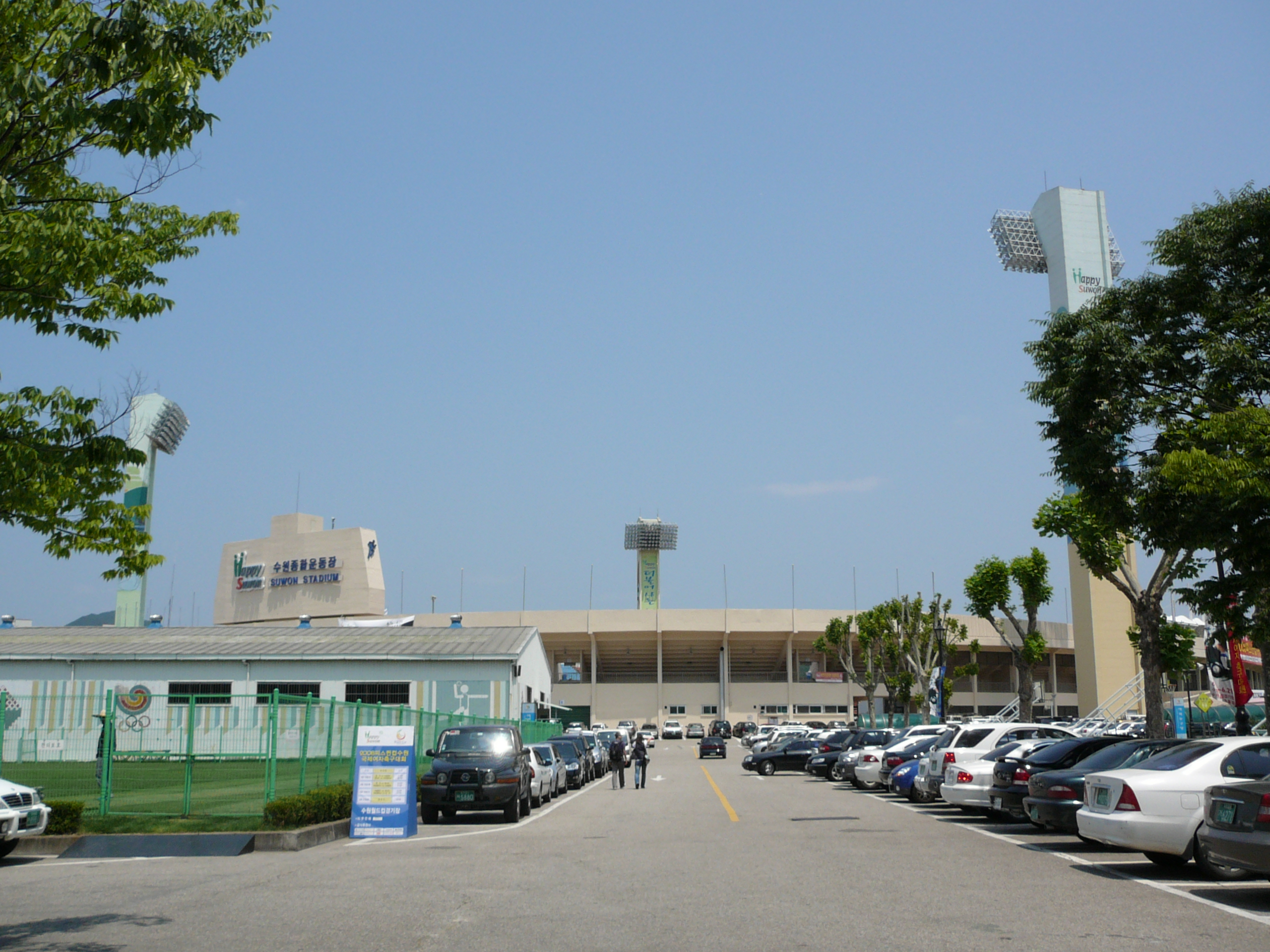
주경기장
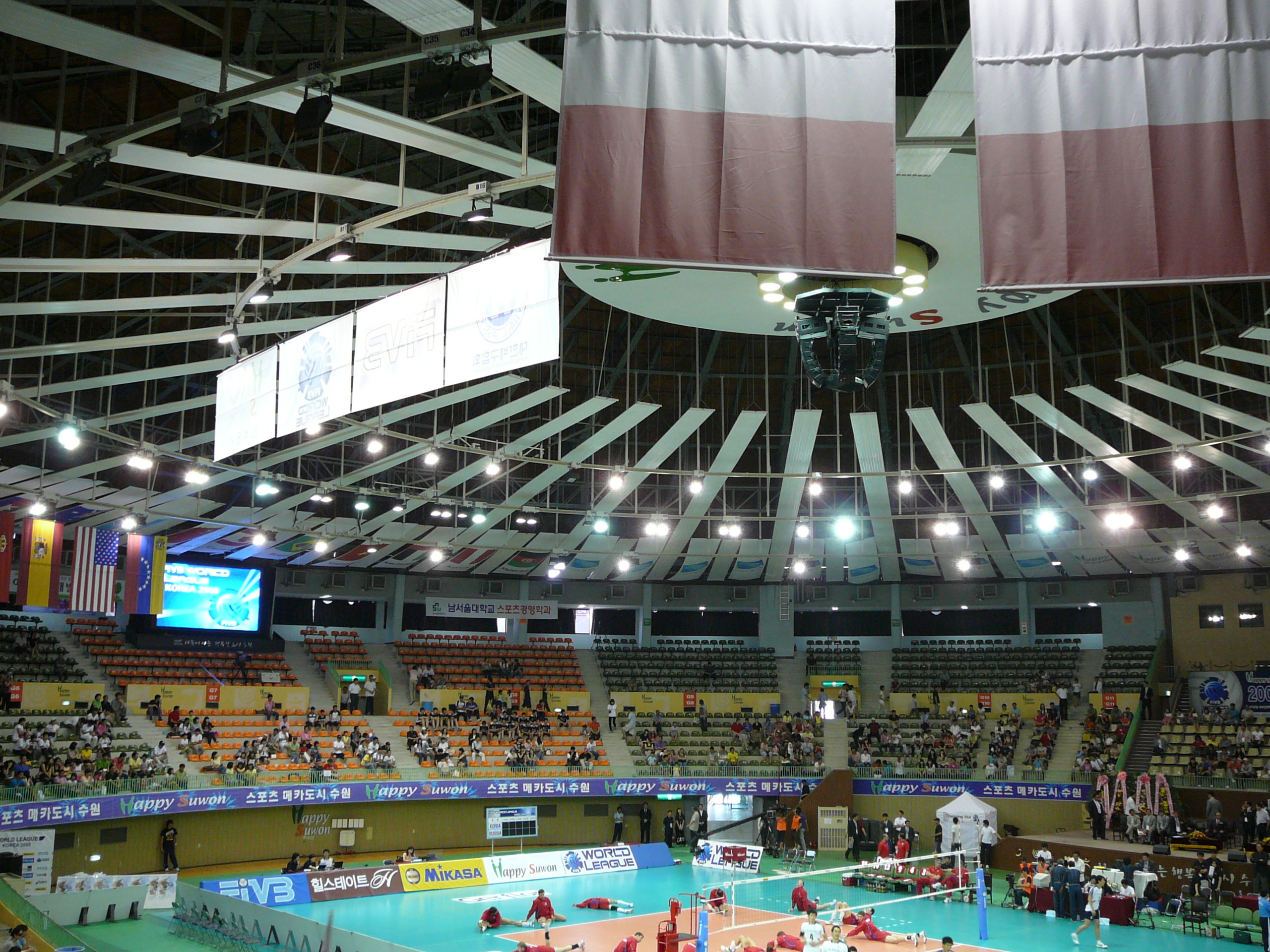
실내체육관 내부
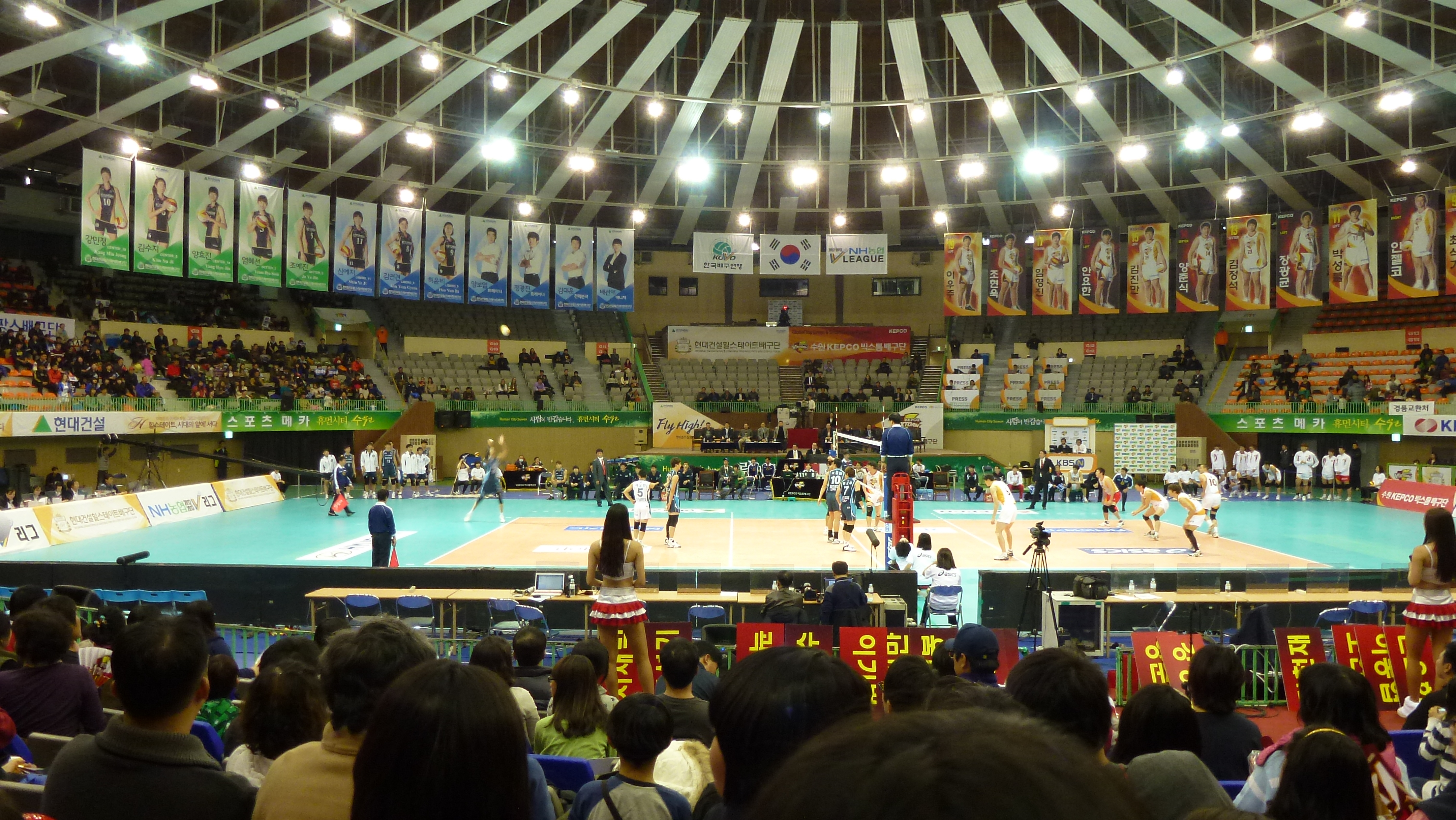
수원 KEPCO 빅스톰의 V-리그 경기
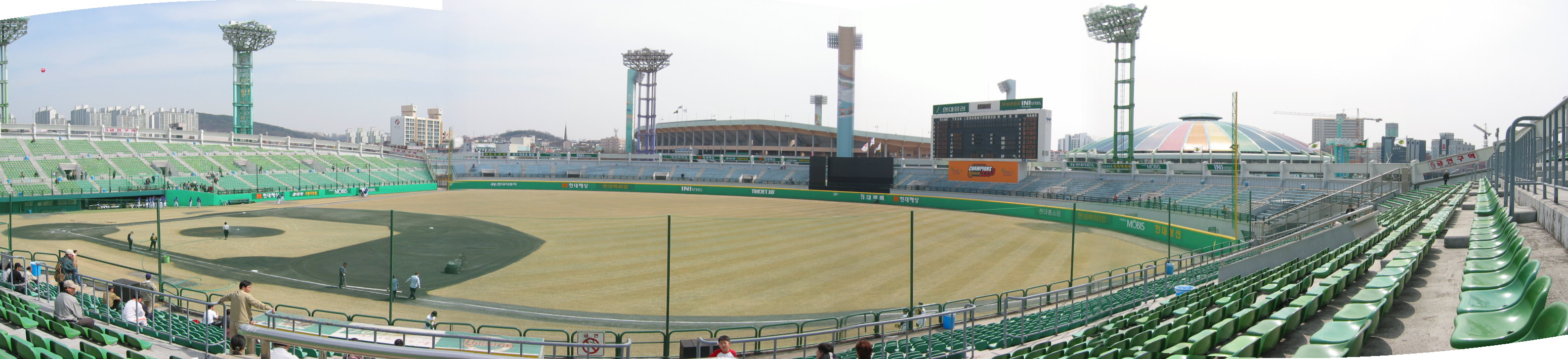
야구장
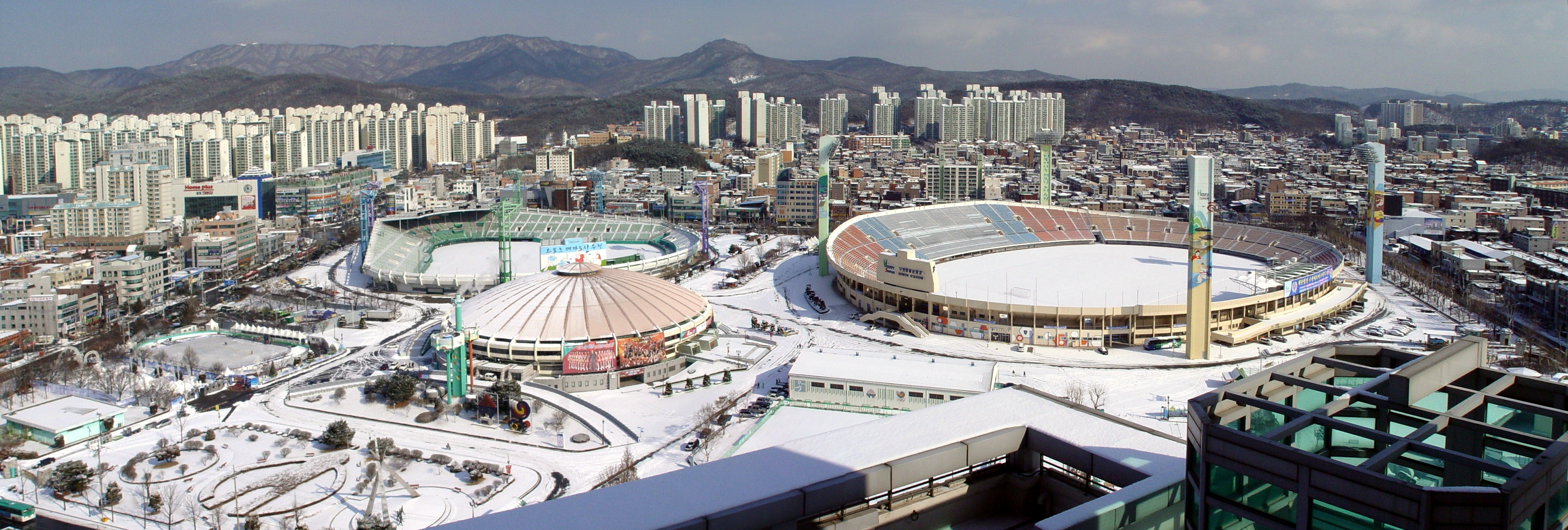
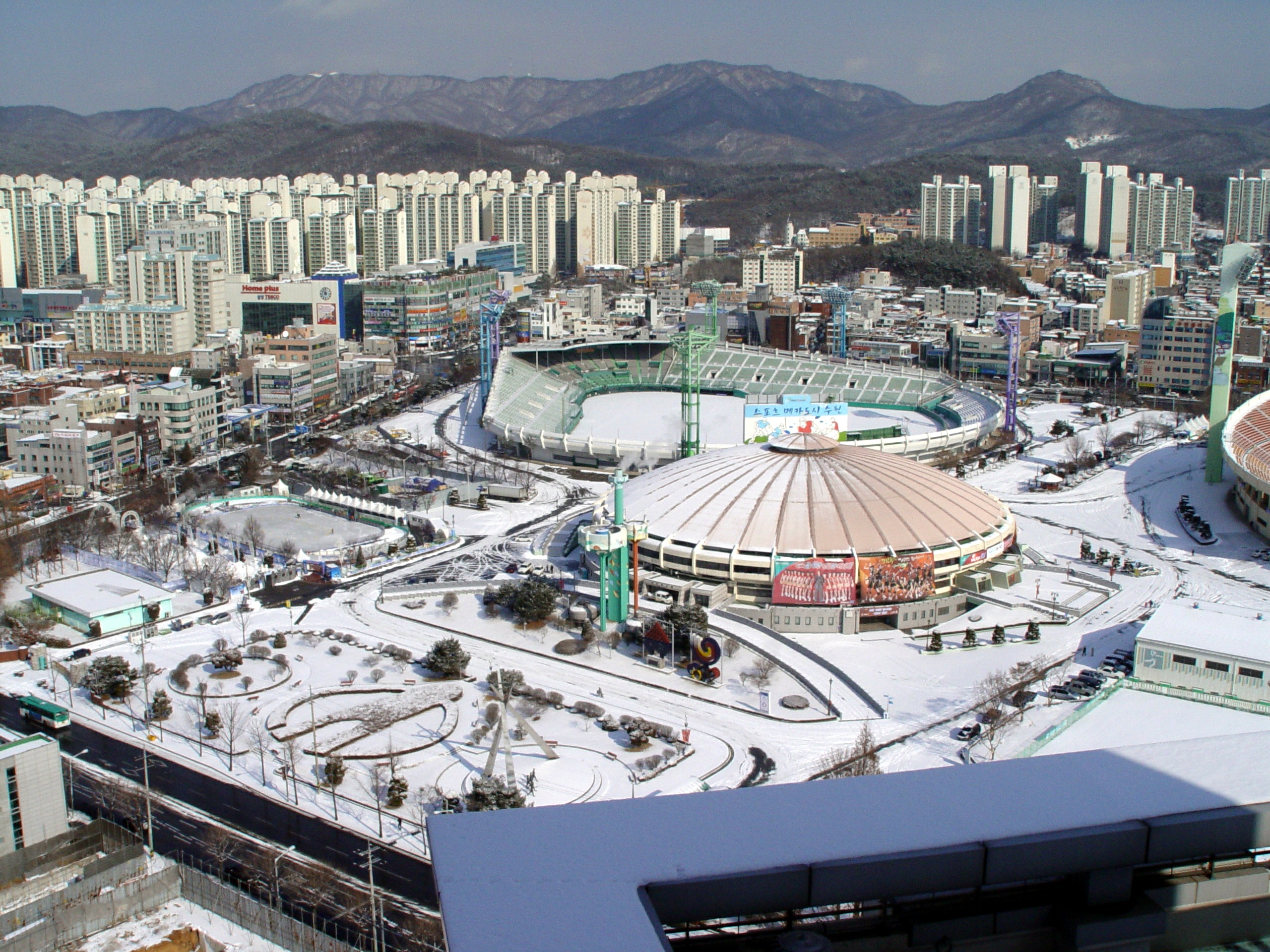
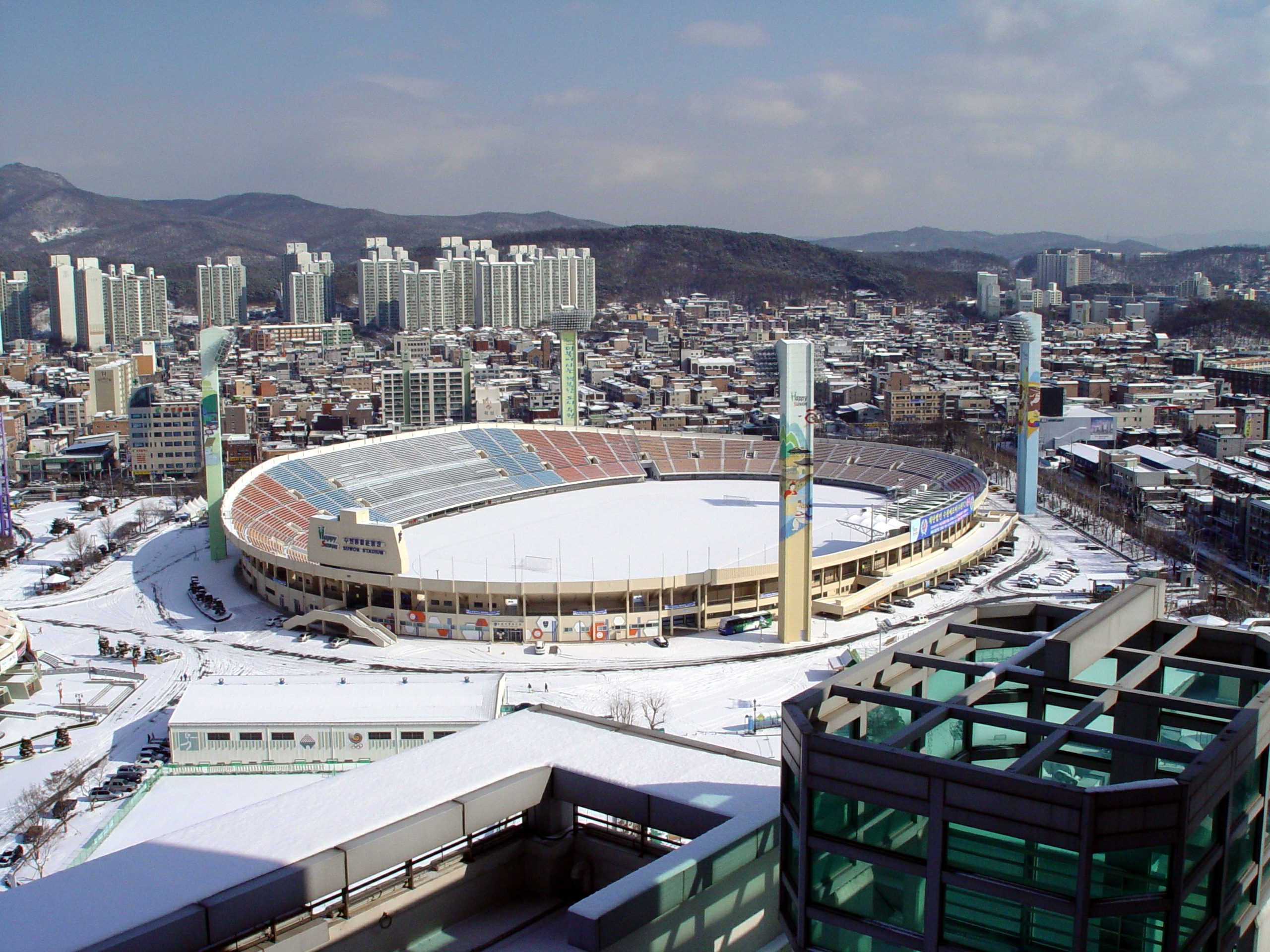
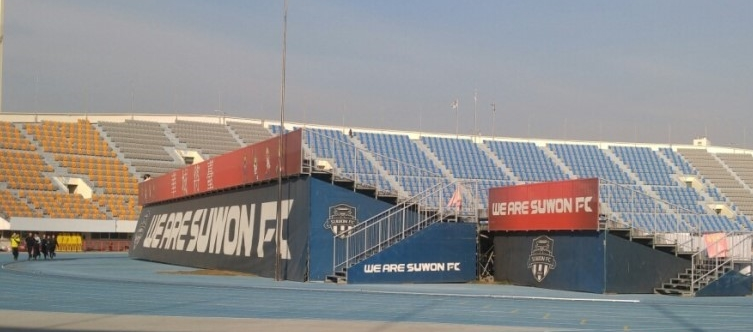
수원종합운동장 내 가변석

## 참고 문헌
- 〈수원종합운동장〉. 《두피디아》. 두산.
- 《전국 공공체육 시설 현황 (2017년말 기준)》. 대한민국 문화체육관광부. 2019.
- 《2019년 전국 공공체육시설 현황 (2018년말 기준)》. 대한민국 문화체육관광부. 2020.
- 《2020년 전국 공공체육시설 현황 (2019년말 기준)》. 대한민국 문화체육관광부. 2021.
- 《2022년 전국 공공체육시설 현황 (2021년말 기준)》. 대한민국 문화체육관광부. 2023.
- 《2023 전국 공공체육시설 현황 (2022년 12월말 기준)》. 대한민국 문화체육관광부. 2024.

## 같이 보기
- 수원KT위즈파크
- 수원실내체육관
- 수원 FC